# Retained mode
Retained mode verwijst naar een programmeerstijl voor  de weergave van applicaties of games op een display waarbij een persistente representatie van de grafische objecten, hun ruimtelijke verhoudingen, hun voorkomen en de locatie van de camera in het geheugen worden bijgehouden door de gebruikte bibliotheek. De programmeur hoeft zich minder bezig te houden met low-level werk zoals het laden, bijhouden, cullen en renderen van de data en kan zich op een hoger niveau bezighouden met de applicatie.
Het tegenovergestelde van retained mode is immediate mode waarbij de applicatie de data van de weer te geven objecten bijhoudt en deze doorgeeft aan de bibliotheek die het renderen (en dergelijke) verzorgt.
Voorbeelden van bibliotheken in retained mode zijn QuickDraw GX en QuickDraw 3D (ondersteunt zowel retained als immediate mode).